# Colina das Cruzes

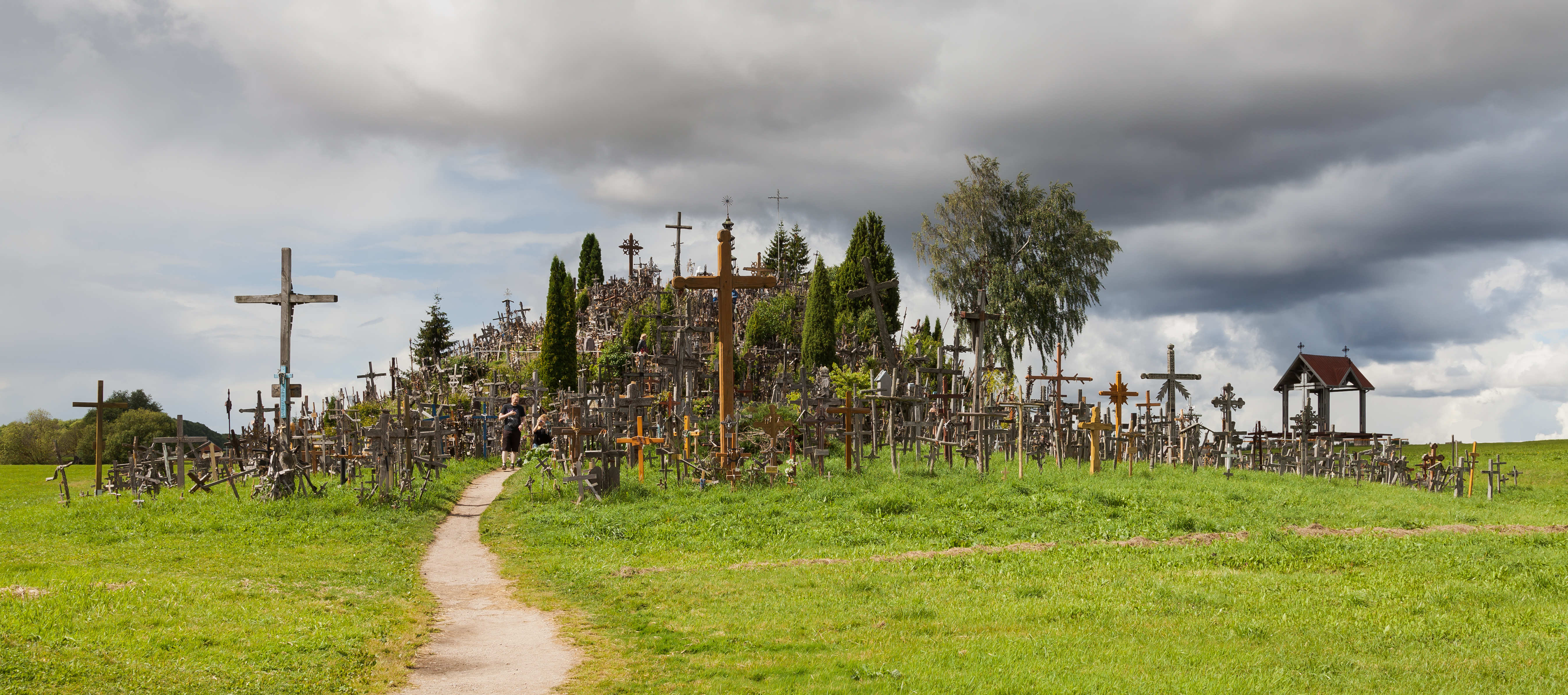
Colina das Cruzes

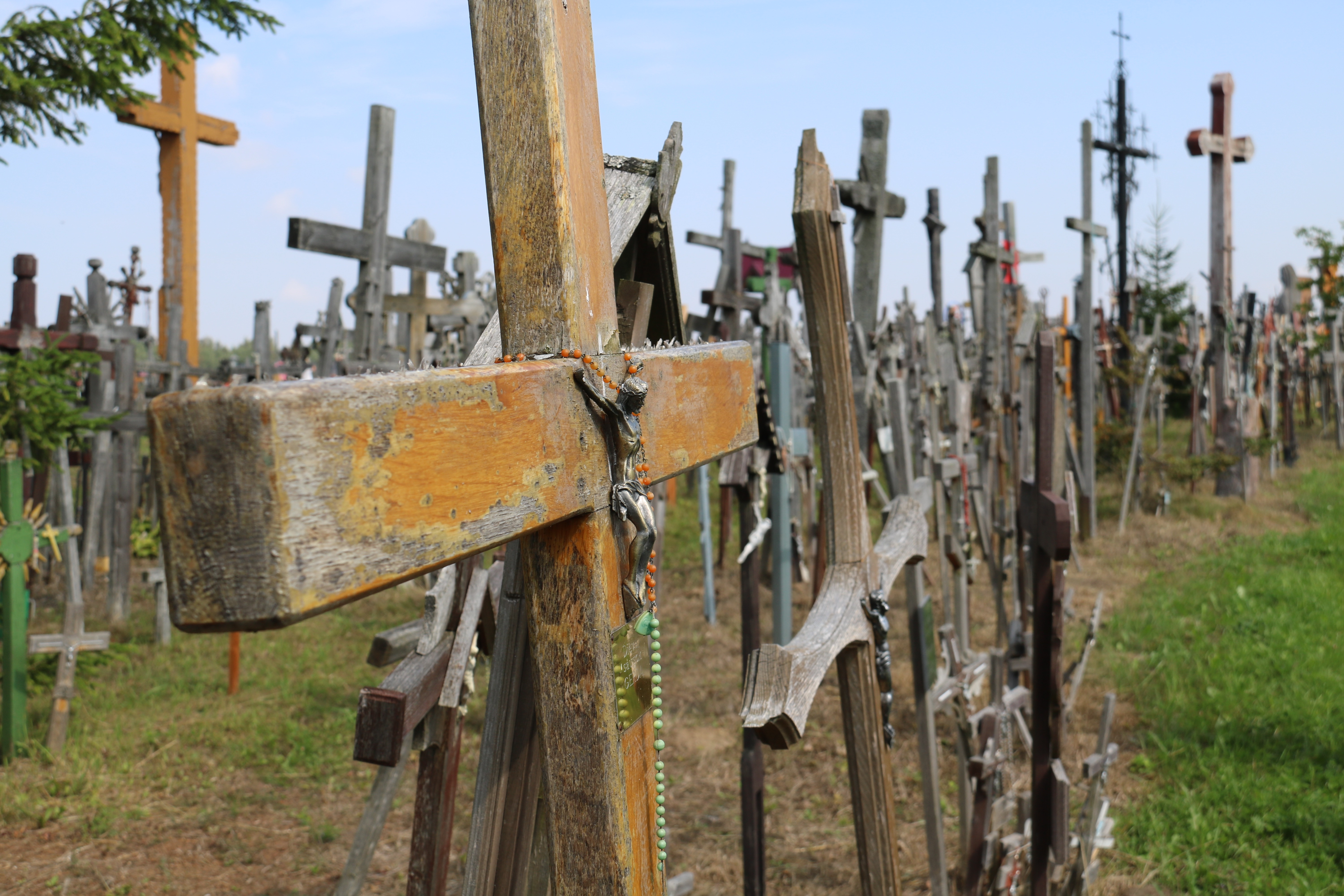
Colina das cruzes

A Colina das Cruzes (Lituano: Kryžių kalnas) é um centro de peregrinação católica situado a cerca de 16 km a norte da cidade lituana de Šiauliai.
A origem exata do sítio é controversa; contudo, a teoria mais aceita sugere que as primeiras cruzes foram fincadas dentro dos limites do castro Jurgaičiai, pouco depois do Levante de Novembro. Ao longo dos séculos, não apenas cruzes, como também crucifixos gigantes, esculturas sacras, estátuas da Virgem Maria e milhares de pequenos Rosários vem sendo trazidos por fiéis Católicos. O número exato de cruzes é desconhecido; estima-se, todavia, que superava 100 mil em 2006.
Segundo se conta a origem desta colina deve-se a uma manifestação de luto e pesar dos familiares de lituanos, que foram enviados para a Sibéria pelos Russos, quando da tentativa de libertação da Lituânia do domínio Russo. Os que eram enviados para a Sibéria eram na grande maioria das vezes logo dados como mortos pelos seus familiares, que colocavam então nesse lugar uma cruz em sua memória. A primeira cruz teria sido colocada pelo filho do dono do terreno onde se começou esta prática, que fora enviado para a Sibéria, pois era neste terreno que o senhor trabalhava e o filho considerou-o ideal para perpetuar a memória do pai. A esta muitas cruzes se juntaram, colocadas por pessoas em idêntica situação. De dia eram retiradas pelos Russos mas à noite a população colocava no mesmo local novamente as cruzes.